# داريوش ميسيكا
داريوش ميسيكا (22 فبراير 1983 بفيلنيوس في ليتوانيا - ) هو لاعب كرة قدم ليتواني في مركز الوسط. شارك مع منتخب ليتوانيا لكرة القدم. أما مع النوادي، فقد لعب مع زينيت سانت بطرسبرغ وغرانيت ميكاشيفيتشي وميتالوره زابورجيا ونادي تراكاي ونادي جالغيريس ونادي سيلاماي كالف ونادي لييباياس ميتالورغس وKS Polonia Vilnius ‏ ونادي خيمكي ونادي سكا خاباروفسك.

## وصلات خارجية
- داريوش ميسيكا على موقع الاتحاد الأوربي (الإنجليزية)
- داريوش ميسيكا على موقع اتحاد أوكرانيا (الإنجليزية)
- داريوش ميسيكا على موقع قاعدة بيانات كرة القدم.إي يو (الإنجليزية)
- داريوش ميسيكا على موقع ناشيونال فوتبول تيمز (الإنجليزية)
- داريوش ميسيكا على موقع Soccerbase.com (لاعب) (الإنجليزية)
- داريوش ميسيكا على موقع Soccerway.com (الإنجليزية)